# Leptodactylus rhodostima
Leptodactylus rhodostima là một loài ếch thuộc họ Leptodactylidae.
Đây là loài đặc hữu của Peru.